# Torbjörn Vogt
Torbjörn Harald Vogt, född 4 november 1932 i Stockholm, är en svensk arkitekt.
Vogt, som är son till direktör Harald Vogt och Märta Ödmark, utexaminerades från Akademie für angewandte Kunst i Wien 1960 och studerade vid Kungliga Tekniska högskolan 1960–1963. Han anställd på hos arkitekt Sten Jonson 1960–1965 och drev eget arkitektkontor i Stockholm från 1966. Han var även biträdande stadsarkitekt i Värmdö och Djurö landskommuner. Han har bland annat ritat Björnkulla vårdhem i Flemingsberg.